# USSコンステレーション対ランシュルジャント
USSコンステレーション 対 ランシュルジャント（英: USS Constellation vs L'Insurgente、あるいは1799年2月9日の海戦）は、アメリカ海軍が外国の海軍艦船に対して初めて勝利した海戦である。擬似戦争の間に起きたフランス海軍とアメリカ海軍のフリゲート艦同士の一騎討ちであり、アメリカのUSSコンステレーションがフランスのランシュルジャントを捕獲することになった。
1798年、フランスの私掠船がアメリカ商船を攻撃したために、アメリカ合衆国とフランスの間に宣戦布告無き擬似戦争が始まっていた。アメリカ海軍トーマス・トラクスタン代将が率いる戦隊が、プエルトリコとセントキッツの間をパトロールするために派遣され、その地域で見つけた如何なるフランス軍戦力をも攻撃するという命令を受けていた。トラクスタンは旗艦コンステレーションで戦隊とは独立に航海していたときに、フランスのフリゲート艦ランシュルジャントと遭遇し交戦した。コンステレーションは嵐を突いてフランス艦を追跡した後、ランシュルジャントとの交戦に入って1時間40分後、ランシュルジャントが降伏した。この戦闘でランシュルジャントは大きな損失を受けていたのに対し、コンステレーションの死傷者は少なかった。戦闘後にランシュルジャントをセントキッツまで曳航し、アメリカ海軍のUSSランシュルジャントとして就役させた。この戦勝とそれに続いた勝利でアメリカの士気は上がり、トラクスタンは母国に戻ってアメリカ合衆国政府および大衆から栄誉と称賛の歓迎を受けた。

## 背景
1798年、フランスの私掠船がアメリカ商船を攻撃したために、アメリカ合衆国とフランスの間に宣戦布告無き擬似戦争が始まっていた。この攻撃に反応したアメリカ合衆国政府は、フランスの武装艦船を捕獲し、アメリカ艦船に対する私掠船の攻撃を阻止するという命令で、カリブ海に海軍4個戦隊を派遣することで攻勢に転じることにした。その戦隊の1つはトーマス・トラクスタン代将が率いるものであり、プエルトリコとセントキッツの間を巡航するべく派遣されていた。トラクスタンの戦隊は、旗艦のフリゲート艦コンステレーション、大砲20門搭載のUSSボルチモア、ブリッグのUSSリッチモンドとUSSノーフォーク、密輸監視艇のUSRCバージニアで構成されていた。トラクスタン戦隊に対抗するのは、グアドループを基地とする艦船であり、多くの私掠船の他に、フリゲート艦2隻と小さな大砲20門搭載のコルベット艦がいた。フランスのフリゲート艦の1つランシュルジャントが、ミシェル＝ピエール・バローの指揮で2月8日にグアダループを出港して来た。
排水量1,265トンのコンステレーションは、公式には大砲36門のフリゲート艦としてアメリカ海軍から分類されていたが、擬似戦争の間に重い38門の大砲を装備していた。主甲板には24ポンド砲28門、軽甲板には12ポンド砲10門を備え、コンステレーションの主たる武装は396ポンド (180 kg) の投射重量だった。これに対してランシュルジャントは公式大砲32門搭載のフリゲート艦であり、実際には40門の大砲を載せていた。排水量950トンのこの艦の武装は12ポンド砲24門、18ポンド砲2門、6ポンド砲8門、32ポンド・カロネード砲4門、24ポンド・カロネード砲2門という構成だった。投射重量は282ポンド (128 kg) に過ぎなかった。ランシュルジャントは大砲の砲門数で上回ったが、コンステレーションの方が投射重量が大きく強力だった。乗り移りの場合には、フランス艦の乗組員409名がアメリカ艦の309名を上回っているはずだが、砲撃船の間はアメリカ艦が優勢になるはずだった。

## 戦闘

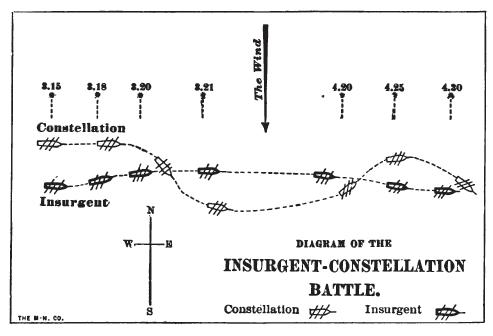
コンステレーションがランシュルジャントと交戦した軌跡、上下に動いているのがコンステレーション

2月9日正午、トラクスタンのコンステレーションが単独で巡航しているときに、水兵がネイビス島沖でフリゲート艦1隻を認めた。接近して見るとその艦はアメリカの国旗を靡かせていたので、調査するためにさらに接近させようとした。トラクスタンにはまだ分かっていなかったが、それはミシェル＝ピエール・バローが指揮するフランスのランシュルジャントだった。トラクスタンはまだ正体の分からないランシュルジャントに「接近しながら、まずイギリスの信号を、続いてアメリカの信号を送ってその国籍をはっきりさせようとした。ランシュルジャントは正しい返信を送ることができず、アメリカ国旗をフランス国旗に換えて、大砲を放った。バローは午後12時半にコンステレーションを視認したが、それをイギリスのコルベット艦と見誤り、その攻撃者から逃れるために、オランダ領サバ島とシント・ユースタティウス島の方向に逃げ始めた。トラクスタンは追跡させたが、午後1時半ごろに両艦とも突風に入って妨げられた。その嵐の結果、ランシュルジャントは主トップマストを失って大きな損傷を受け、一方コンステレーションは大きな損傷を避けることができ、バローの艦に近づくことができた。
トラクスタンの艦は当初風上の有利な位置にあったが、武装が重たかったので、風下に傾き、その側の砲口が明けられなかった。トラクスタンはランシュルジャントの風下に回って、コンステレーションをフランス艦の左舷近くにもっていくことで、フランス艦に風上の位置を譲ることにした。コンステレーションは風に対して不利な位置になったが、その大砲の傾斜させる効果を幾らか避けられるようになった。バローはコンステレーションが自艦に急速に近づくのを見て、戦いを避けるために対話を試みた。コンステレーションはフランス艦の呼びかけを無視し、ランシュルジャントから50ヤード (45 m) 内に接近して、舷側砲を放った。大砲にはダブルショットを充填し、一斉射撃を行ったのでフランス艦の後甲板に大きな損傷を与えた。バローの方もその舷側砲で反撃し、コンステレーションの前トップマストに損傷を与えた。コンステレーションの損傷を受けたマストの索具にいた士官候補生デイビッド・ポーターは、それから受ける圧力から何とか遁れ、その崩壊を食い止めた。ランシュルジャントはアメリカ艦に接近して乗り移りを試みようとした。コンステレーションの方は索具の損傷が小さかったので、バローの乗り移りの試みを容易に避けることができた。
コンステレーションはランシュルジャントの船首を横切り、舷側砲で縦射した。トラクスタンは続いて、コンステレーションをランシュルジャント右舷側に操船し、さらに舷側砲を撃ち込ませたが、反撃で索具に損傷を受けた。コンステレーションはランシュルジャントの前に滑り出て再度船首を横切り縦射した。続いてランシュルジャントの風下側に出て砲撃し、フランス艦の18ポンド砲を攻撃不能にした。コンステレーションはランシュルジャントの船首を3度目に横切ったが、フランス艦はこの時までに多くの損傷を蒙っていた。バローの乗組員がランシュルジャントの索具を修理しようとしたが無駄であり、艦長は最後に旗を降ろして降伏の意思表示をした。この戦闘は全体で1時間40分続いていた。

## 戦闘の後
この戦闘が終わったことで、新しく結成されたアメリカ海軍が初めて敵戦闘艦に勝利したことになった。バローがその旗を降ろした後、トラクスタンはボートを送って乗り移り、フランス艦を識別して占領した。アメリカ兵が敵艦を識別できたのはランシュルジャントに乗り込んでからだった。嵐と戦闘でフランス艦は大きな損傷を受けていた。対照的にコンステレーションは索具に幾らか損傷を受けたが他は無傷だった。フランス軍の損失は戦死29名、負傷41名であり、アメリカ軍は戦死2名、負傷2名に過ぎなかった。戦闘が終わった直後にアメリカ兵1名がフランス艦の砲撃で受けた傷がもとで死んだ。もう1人、戦闘が始まったときに受け持ちの大砲を放棄した兵士が、コンステレーションの海軍大尉アンドリュー・スターレットによって、臆病の罪で処刑された。
コンステレーションはランシュルジャントの捕虜を自艦に移動させ始めたが、夜になって嵐の中で両艦は離れてしまった。ランシュルジャントに残された者はコンステレーションの一等大尉ジョン・ロジャーズと士官候補生デイビッド・ポーターおよび11名の水兵、さらにフランス兵捕虜170名だった。アメリカ兵は捕虜を監視しながら、人手が足りないまま艦を走らせる必要があった。アメリカ兵よりも捕虜の数が上回っており、彼らを抑えておく方法は艦上に無かったので、ランシュルジャントの船倉に追い入れた。最終的に三晩の後、ランシュルジャントをコンステレーションが待っていたセントキッツまで動かした。セントキッツのアメリカ軍海軍基地にいる間に、コンステレーションの問題が多かった24ポンド砲は取り外され、18ポンド砲と置き換えられた。バージニア州ノーフォークの捕獲審判所では、ランシュルジャントが戦利品として販売され、その利益がコンステレーションの乗組員に配分された。海軍長官のベンジャミン・ストッダードが、ランシュルジャントを購入する前に12万ドルから8万4千ドルまで値切り、USSインサージェントとしてアメリカ海軍に就役させた。
トラクスタンはランシュルジャントに勝利したことで、国内国外双方から称賛を受けた。その行動の話がロンドンまで届くと、トラクスタンはそこの商人から祝われ、その勝利を記念する銀のプレート1枚を送られた。アメリカ合衆国では、アメリカが初めてフランスに勝利したことを聞いて、士気が大いに上がった。海軍長官のベンジャミン・ストッダードからこの戦闘の優れた行動について引用され、「勇敢なヤンキーの少年」のような歌や詩が後に書かれた。対照的にバローがフランスに戻ると戦闘で十分な抵抗をしなかったことを責められ、軍法会議に掛けられた。この告発にも拘わらず、バローはトラクスタンからその勇敢さを称賛され、軍法会議でも無罪になった。フランスとアメリカは公式の交戦状態にはなっていなかったので、この戦闘の結果を聞いたフランス人は激怒した。グアドループ総督のエドム・エティエンヌ・ボルヌ・デフルノーは、USSインサージェントをフランスの支配下に戻すよう要求した。アメリカがこれを拒否すると、デフルノーは激怒し、アメリカの艦船と資産を全て捕獲するよう命令し、アメリカ合衆国とグアドループの間に戦争状態が存在するという宣言まで行った。インサージェントとコンステレーションは戦闘後も数週間航海を行った後、その乗組員の徴兵期限が切れるために3月末までにはバージニア州ノーフォークまで戻らざるを得なかった。コンステレーションは次の航海で同じくフランスのフリゲート艦ラ・ヴァンジャンスと一騎討ちを行ったが、今度は捕獲までに至らなかった。

## 原註
1. ↑  It was commonplace for American naval ships during the Quasi-War to carry more guns than the number in their official rating.[6]
2. ↑  Some sources state that Constellation carried 48 guns, with twenty rather than ten 12-pounders.[8]
3. ↑  Truxton claimed the L'Insurgente's shot was fired windward to signal a fight, while Barreaut claimed he ordered the shot fired to leeward to signal that he wished to communicate.[5]
4. ↑  The first capture was on 7 July 1798 when the USSDelaware captured without resistance the French privateer Le Croyable.